# Барзингхаузен
Барзингхаузен (њем. Barsinghausen) град је у њемачкој савезној држави Доња Саксонија. Једно је од 21 општинског средишта округа Регион Хановер. Према процјени из 2010. у граду је живјело 33.961 становника. Посједује регионалну шифру (AGS) 3241002.

## Географски и демографски подаци
Барзингхаузен се налази у савезној држави Доња Саксонија у округу Регион Хановер. Град се налази на надморској висини од 142 метра. Површина општине износи 102,6 km². У самом граду је, према процјени из 2010. године, живјело 33.961 становника. Просјечна густина становништва износи 331 становника/km².

## Међународна сарадња
| Мјесто | Држава    | Врста сарадње | Од    |
| ------ | --------- | ------------- | ----- |
|        | Француска | партнерство   | 1966. |
| Извор  |           |               |       |